# Peremszókincs
A peremszókincs, vagy kiegészítő szókészlet azoknak a szavaknak és kifejezéseknek az összessége, amelyek az alapszókincsbe már nem tartoznak bele, így ritkábban használtak. Az ide tartozó szavak több okból lehetnek ritkábbak, az egyik lehetőség, hogy már maga a szó által jelölt dolog vagy fogalom is kevésbé lényeges a társadalom számára (ilyen például a lovag, lőcs, fogmeder vagy a kékfestő szó).
Másik lehetőség, hogy a szavak csak rövid ideje vannak jelen a nyelvhasználatban (pl. képernyő, szélesvásznú, űrkabin), vagy nem terjedtek el a mindennapi nyelvhasználatban. Ide tartozik sok meg nem honosodott nyelvújítás kori szó (pl. éleny – oxigén, kinemaszkóp). A társtalan szavak nagy része is idetartozik, ezeknek  vagy egyáltalán nincs, vagy nagyon kicsi a szócsaládjuk (pl. zebu, abbé, evakuál).

## Változása és keletkezése
A peremszókincs nem választható el élesen az alapszókincstől, az alap- és kiegészítő szókészletet nem lehet élesen elválasztani egymástól, állandó köztük vándorlás. 
A nyelvben megjelenő új szavak mindig a peremszókincsben jelennek meg először és csak később, a dolog fontosságától függő sebességgel kerülnek közelebb a szókészlet magjához. A gyors technikai fejlődés hatására pl. a benzin, beton, rádió, telefon szavak néhány évtized alatt lettek általánosan használtak. 
Az ellentétes irányú folyamat akkor játszódik le, mikor egy egykor az alapszókészletbe tartozó szó kikerül a szókészlet peremére. Ennek a áramlásnak is főleg a társadalmi–kulturális változások az okai (pl. íj, patyolat), de nemegyszer a „nyelv tisztáságára” való törekvés szorít ki idegen eredetű szavakat (literatúra → irodalom; poéta → költő)
Az alapszókincs szavainak képzős vagy szóösszetétellel keletkezett változatai sok esetben a peremszókincsbe kerülnek át (hiba → meghibásodás; magán → magánosítás; név → nevesít(és); por → porított; had, ügy → hadügy; vak, ablak → vakablak)